# شاتو دي بييرفون
شاتو دي بييرفون هو شاتو يقع في إقليم واز،فرنسا.